# Brixton

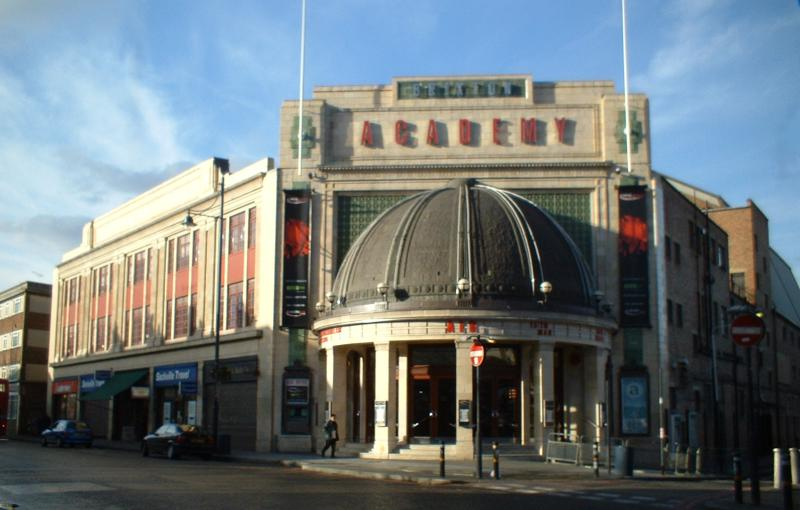
Brixton Academy

Brixton je vnitřní londýnské předměstí v městském obvodě Lambeth. Sousedí se čtvrtěmi Stockwell, Kennington, Camberwell, Tulse Hill a Herne Hill. Nachází se přibližně 5,3 km směrem na jihozápad od památníku Charing Cross.
Brixton je známý je hlavně početnou karibskou komunitou, bohémským způsobem života, ale prý i drogami, vysokou kriminalitou a násilnostmi z první poloviny 80. let.

## Historie

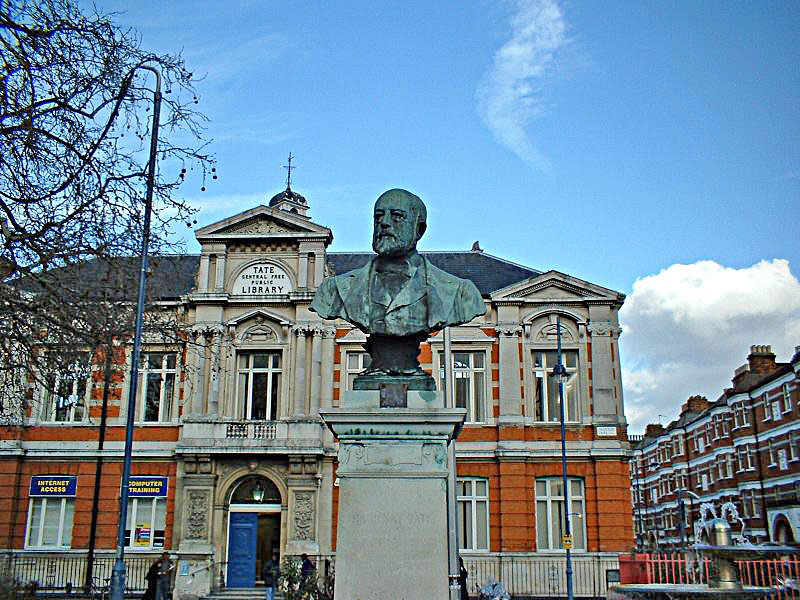
Knihovna Tate Library, v popředí stojí socha Henryho Tatea

První zmínka o Brixtonu pochází z roku 1067, kdy je zmíněn jako Brixistane (název znamená „u kamene Brightsige“). Až do začátku 19. století bylo okolí Brixtonu pusté. Potom nastal rozvoj s osídlováním okolí Stockwellu, Brixton Hill a Coldharbour Lane. Prudký rozvoj nastal až po otevření Vauxhall Bridge, díky čemuž se výrazně zlepšilo dopravní spojení s centrálním Londýnem, což podnítilo další rozvoj příměstského osídlení.
Ve 20. století se sem nastěhovali přistěhovalci z Karibiku a Brixton se stal neoficiálním hlavním městem jamajské a karibské komunity ve Velké Británii.

### Nepokoje v Brixtonu

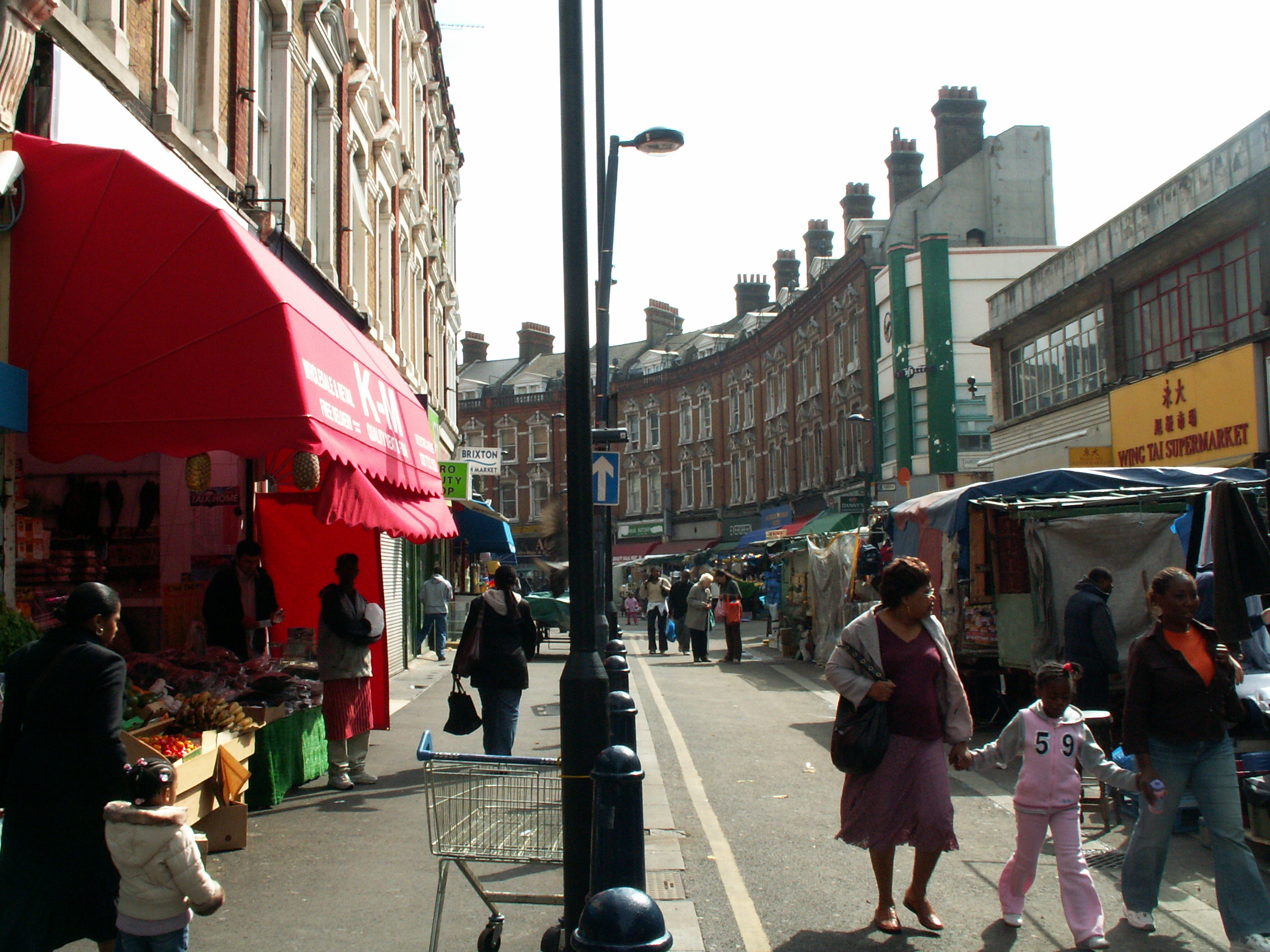
Brixtonský trh na Electric Avenue

Brixton se v dubnu 1981 a září 1985 stal dějištěm násilných nepokojů namířených proti metropolitní policii. Vzpoura vypukla jako reakce členů britské černošské komunity (podporované mladými bílými Brity) na neustálé, a to i násilné prohlídky a razie vedené londýnskou policií. Při nepokojích bylo zraněno skoro 300 policistů a 65 civilistů, víc než 100 aut bylo vypáleno, včetně 56 policejních. Skoro 150 budov bylo poškozeno, 30 bylo úplně vypáleno. Zatčeno bylo 82 lidí.

## Brixton dnes
Nachází se zde šest významných sídlišť (tzv. housing estates) Myatts Field na Vassall Road; Angell Town na Brixton Road, na hranici s Camberwellem; Loughborough v centru Brixtonu; Moorlands Estate na Coldharbour Lane, St. Matthew's nacházející se na z rozcestí mezi Brixton Hill a Effra Road a dál na jih od St Matthew's se nachází Tulse Hill. Na těchto šesti místech žije poměrná většina obyvatelů Brixtonu.
Do Brixtonu chodí mnozí lidé nakupovat na rušný trh, který se nachází v okolí ulic Electric Avenue a Brixton Station Road. Brixton je také centrem nočního života a v neděli ráno se na brixtonských ulicích potkávají poslední návštěvníci klubů s prvními věřícími, kteří jsou na cestě na bohoslužby.
Za posledních 20 let se do Brixtonu stěhuje stále víc příslušníků střední vrstvy, což přispívá k centrifikaci oblasti a růstu cen nemovitostí. Naproti tomu má Brixton stále pověst „drsného“ místa, a to hlavně kvůli nepokojům v letech 1981 a 1985. Je nadále považovaný za nebezpečné místo, kde násilí a prodej drog ještě úplně nevymizely. 17. dubna 1999 vybuchla před supermarketem Iceland na Brixton Road, hřebíková bomba. Při výbuchu byly vážně zraněny 4 osoby, včetně novorozence, další lidé byli zraněni lehce. Výbuch v Brixtone byl první ze série tří bombových útoků – další se v následujících týdnech odehrály na Brick Lane a v Soho. Útoky měl na svědomí pravicový extremista David Copeland. Soud ho odsoudil k doživotnímu trestu. 28. září 2006 v pobočce rychlého občerstvení McDonald's postřelili dva lidi. Jeden byl zraněn těžce, druhý lehce.

## Brixton v kultuře

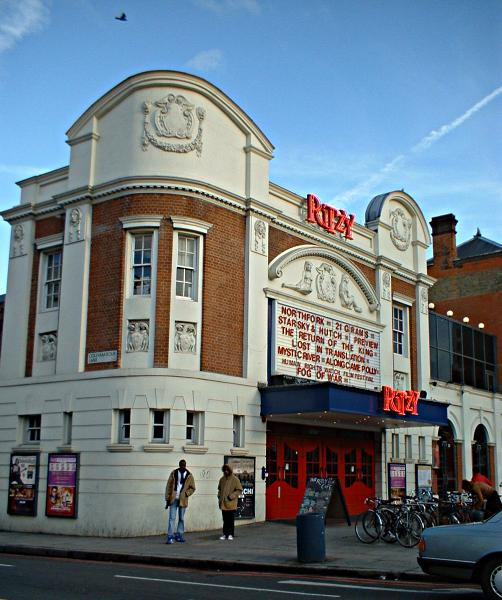
Kino Ritzy.

### Ve filmu
- Ve filmové komedii Princ a tanečnice z roku 1957, v hlavní roli s Laurencem Olivierem a Marilyn Monroe; se Olivierova postava ptá Elsie, kterou hraje Marilyn, kde bydlí. Odpověď zněla: „Coldharbour Lane, Brixton.“
- V úvodních (fraškovitých) titulcích filmu Monty Python a Svatý Grál z roku 1975 se zmiňuje „Reg Llama of Brixton“ jako jeden z režisérů filmu
- Brixton se také označuje jako místo, kde začaly první nepokoje ve sci-fi filmu z roku 2006 V jako Vendetta
- Děj gangsterského filmu z roku 2006 Johnny Was se odehrává v Brixtonu

### V hudbě
- Skladba "Guns of Brixton", z alba London Calling (1979) punkové skupiny The Clash, hovoří o násilném vynucovaní práva v Brixtonu. Členové Clash Paul Simonon a Mick Jones v Brixtonu vyrůstali.
- Na začátku písně "Waiting For The Worms" z alba The Wall (1979) od Pink Floyd její protagonista Pink jako fašistický diktátor hovoří k davu přes megafón, jeho první slova znějí: „We have been ordered to convene outside Brixton town hall...“
- Americká punková skupina The Misfits se zapletla do bitky a byla na jistý čas umístěna do brixtonské věznice. Tato zkušenost je inspirovala k napsání skladby "London Dungeon"
- Album Killer on the Rampage (1983) zpěváka Eddyho Granta obsahovala skladbu "Electric Avenue", která se váže k jedné z brixtonských ulic. Skladba evokuje chudobu, násilí, ale zároveň oslavuje ducha čtvrtě.
- Brixton se také zmiňuje v písni "Has It Come To This?" od The Streets z debutového alba Original Pirate Material (2002)

## Významní obyvatelé

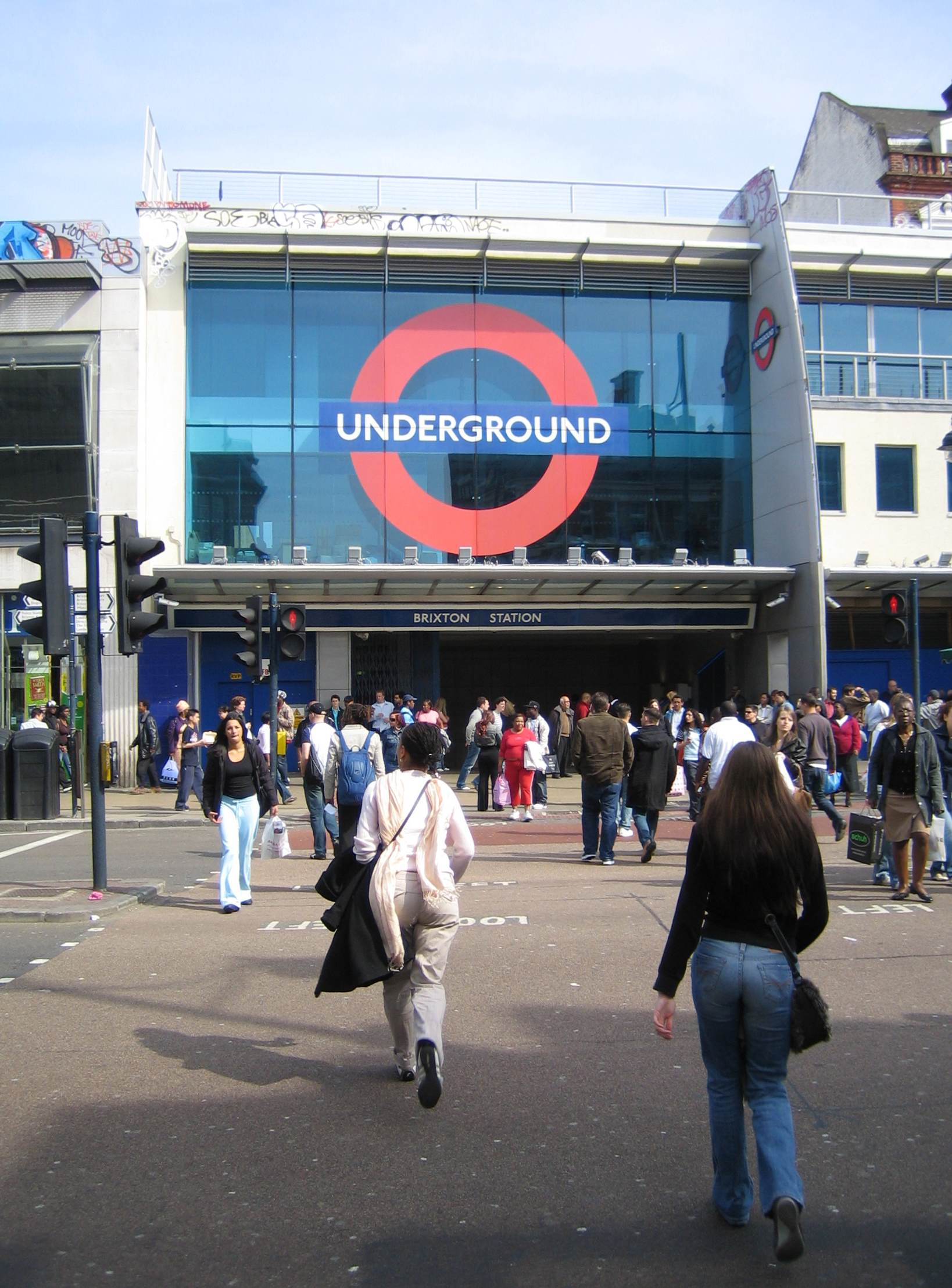
Stanice londýnskeho metra Brixton

- Vincent van Gogh, nizozemský malíř, který jistý čas žil v Boarding House na Hackford Road[6]
- Havelock Ellis, průkopník sexuologie, žil na Canterbury Crescent v Dover Mansions[7]
- Harold Macmillan, bývalý britský ministerský předseda, se narodil v Brixtonu
- John Major, bývalý britský ministerský předseda, prožil dětství na Coldharbour Lane a svou politickou kariéru začal jako člen městského zastupitelstva v obvodu Lambeth
- Ken Livingstone, bývalý londýnský starosta, vyrůstal a dlouho žil v Brixtonu
- David Bowie, britský zpěvák, se narodil na Stansfield Road v Brixtonu
- Sharon Osbourne, manželka Ozzyho Osbourna, se narodila v Brixtonu
- Paul Simonon a Mick Jones, členové britské skupiny The Clash, pocházejí z Brixtonu
- Skin, bývalá zpěvačka Skunk Anansie, vyrůstala v Brixtonu
- Dilinja, britský producent drum and bass, pochází z Brixtonu
- v roce 2000 sae sem přestěhoval raper Mike Skinner, známý jako The Streets, jehož tvorba se mj. zaobírá i životem v Brixtonu
- v Brixtonu vznikly a působí hudební skupiny Basement Jaxx a Stereo MC's

## Zajímavá místa
- Electric Avenue: první londýnská ulice, na které bylo namontováno elektrické pouliční osvětlení; také je místem, kde se konají brixtonské trhy
- Brixton Academy: jeden z nejpopulárnějších koncertních sálů v Londýně[8]
- kino The Ritzy: podle časopisu Time Out jedno z nejlepších nezávislých kin v Londýně[9]
- Brockwell Park: s velikostí 128,5 akrů patří mezi největší parky v jižním Londýně
- Brixton Windmill: jeden ze třech větrných mlýnů, které se nacházejí na území Londýna
- galérie Brixton Art Gallery a Photofusion
- noční kluby 414, Fridge nebo The Mass, který se nachází v kostele St Matthew's
- Stockwell Skatepark

## Dopravní spojení
Nejbližší stanice londýnského metra:
- Brixton (Victoria Line)

Nejbližší železniční stanice National Rail:
- Brixton – vlaky jezdí na stanci Victoria a do Orpingtonu